# Trisetum aeneum
Trisetum aeneum là một loài thực vật có hoa trong họ Hòa thảo. Loài này được (Hook.f.) R.R.Stewart miêu tả khoa học đầu tiên năm 1945.